# Retornos
Retornos és un llargmetratge dirigit per Luis Avilés Baquero que es va estrenar el 2010. Fou estrenada a la Seminci de 2010.

## Argument
Álvaro ( Xavier Estévez), després de fugir d'ell mateix durant deu anys, torna al seu poble, un petit poble de Galícia, per assistir a la inhumació del seu pare. Allà intentarà reconciliar-se amb el seu germà Xosé (Xosé Manuel Olveira "Pico") i recuperar l'amor de la seva filla Mar (Manuela Vellés). Tot es complica quan Álvaro troba una dona morta a la carretera. Ella és Lidia (Yoima Valdés), una prostituta molt amiga de Mar. Álvaro, que tem la seguretat de la seva filla, comença a investigar, descobrint els draps bruts d’una ciutat on res no és el que sembla i on tothom té alguna cosa que amagar.

## Gravació
Els exteriors de la pel·lícula es van rodar a la Corunya, Vigo, València, Coristanco, Noia, Arteixo, A Laracha, Montouto (Abegondo) i Caión.

## Repartiment
- Xavier Estévez com Álvaro
- Manuela Vellés com Mar
- María Bouzas com Elisa
- Xosé Manuel Olveira "Pico" com Xosé
- Emilio Gutiérrez Caba com Néstor
- Solange Freitas com Jimena
- Antonio Durán "Morris" com Cabo
- Yoíma Valdés com Lidia
- María Tasende com Carmen
- Jorge Ricoy com Antonio
- Sabrina Praga com Tania
- Luis Zahera com Tino
- Federico Pérez com Miguel
- Xosé Barato com Pedro
- Gonzalo Uriarte com Emilio
- Mina Andala com Susi
- Roi Pérez com Noi del taller de coyces
- Esperanza Arnau com Mar amb deu anys
- Paco Alvarellos com Pare de Pedro
- Silvia Martí como Cambrera

## Premis i nominacions
Premis Mestre Mateo
| Any       | Categoria                     | Receptor                                   | Resultat   |
| --------- | ----------------------------- | ------------------------------------------ | ---------- |
| 9a edició | Millor pel·lícula             | Luís Avilés Baquero                        | Nominat    |
| 9a edició | Millor director               | Luís Avilés Baquero                        | Nominat    |
| 9a edició | Millor actor                  | Xavier Estévez                             | Nominat    |
| 9a edició | Millor actriu                 | Manuela Vellés                             | Nominada   |
| 9a edició | Millor actor secundari        | Xosé Manuel Olveira "Pico"                 | Guanyador  |
| 9a edició | Millor actriu secundària      | María Bouzas                               | Guanyadora |
| 9a edició | Millor guió                   | Alejandro Hernández                        | Nominat    |
| 9a edició | Millor direcció de producció  | Borja Pena                                 | Nominat    |
| 9a edició | Millor direcció artística     | Alexandra Fernández                        | Guanyadora |
| 9a edició | Millor muntatge               | J.R. Lorenzo                               | Nominat    |
| 9a edició | Millor so                     | Branko Neskov, Rubén Piputto e Tiago Silva | Nominats   |
| 9a edició | Millor fotografia             | Ricky R. Morgade                           | Nominat    |
| 9a edició | Millor maquillatge i pentinat | Raquel Fidalgo e Noé Montes                | Nominats   |
| 9a edició | Millor disseny de vestuari    | Ana López                                  | Nominada   |